# Miss Earth México 2007
Miss Earth México 2007 fue la 1.ª edición del certamen Miss Earth México la cual se realizó en el Teatro Mérida de la ciudad de Mérida, Yucatán el sábado 1 de septiembre de 2007. Treinta y dos candidatas de toda la República Mexicana compitieron por el título nacional, el cual fue ganado por Fernanda Cánovas de Tamaulipas quien compitió en Miss Tierra 2007 en Filipinas. Cánovas fue coronada por la Miss Earth México saliente Alina García, y Alexandra Braun Miss Tierra 2005, convirtiéndose en la primera tamaulipeca en ir a Miss Tierra.

## Resultados

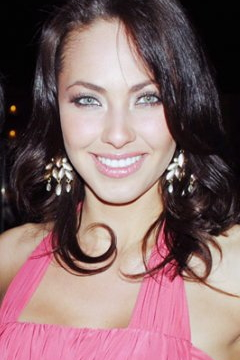
Perla Beltrán
Miss Earth Sinaloa 2007 y Miss Earth México-Air 2007

| Posición               | Candidata                       |
| Miss Earth México 2007 | - Tamaulipas - Fernanda Cánovas |
| Miss Earth Air 2007    | - Sinaloa - Perla Beltrán       |
| Miss Earth Water 2007  | - Colima - Roxana Espinoza      |
| Miss Earth Fire 2007   | - Guanajuato - Diana Gutiérrez  |

## Áreas de competencia

### Final
La gala final fue realizada desde el Teatro Mérida de la ciudad de Mérida, Yucatán el sábado 1 de septiembre de 2007.
El grupo de 12 semifinalistas se dio a conocer durante la competencia final: todas ellas seleccionadas por un jurado preliminar, donde eligieron a las concursantes que más destacaron en las tres áreas de competencia durante la etapa preliminar.
- Las 12 semifinalistas desfilaron en una nueva ronda en traje de baño y traje de noche, además de contestar preguntas que fueron enviadas por el público usuario, a través del correo electrónico oficial de Miss Earth México.
- Las 12 finalistas contestaron lo que piensan sobre diversos #Hashtag previamente seleccionados, esta respuesta fue contra reloj pues tenían 20 segundos para contestar, procurando ser lo más exactas y claras posibles. De esta manera el panel de jueces consideró la impresión general que dejó cada una de las finalistas para votar y definir a las ganadoras de los 4 elementos.